# 竹林山觀音寺
竹林山觀音寺，簡稱竹林山寺，又稱林口觀音媽廟、林口廟或竹林寺。為臺灣一所觀音寺，是林口、蘆竹、龜山三個地區的信仰中心，香火鼎盛，也是著名景點，位於新北市林口區竹林路325號。原為日式建築，後改建為傳統本國式樣的寺廟。
2000年重建，落成後更加巍峨壯觀，耗資新臺幣20億元。廟前有占地約兩萬坪（約66,000平方公尺，即6.8甲）的台式庭園，供遊人休憩，由於園中種植櫻花，春天常湧入賞櫻人潮。1801年創立神明會輪祀泉州泉安龍山寺「十八手觀音」，1939年建廟時稱林口龍山寺，後改竹林山寺，1949年更名為竹林山觀音寺。

## 祀神
正殿內除主神十八手觀音（侍神：善才龍女）以外，有文殊菩薩、普賢菩薩陪祀兩旁，伽藍菩薩、韋馱菩薩戍守兩側，正殿東西則分別塑有關聖帝君、文昌帝君、玄壇真君以及天上聖母、註生娘娘、福德正神等神像。
左偏殿一樓祀南北斗星君及文魁星君，二樓祀地藏菩薩。右偏殿一樓祀斗姥元君、太歲星君，二樓祀至聖先師、神農大帝、消災延壽藥師佛。

## 沿革
清治時期乾隆年間（1738年），唐山的泉州三邑移民由泉州府晉江縣泉安龍山寺迎接「十八手觀音」等三尊觀音大士佛像，奉於艋舺龍山寺。
嘉慶六年（1801年），今日林口一帶的泉州三邑移民創立神明會「龍山寺檀越會」，迎接前述「十八手觀音大士」到林口奉祀。當地人稱此尊「十八手觀音大士」為「大媽」，大媽當時並無廟宇，是以神明會方式祭祀，由大坪頂地區（五湖、五坑、龜山）所謂十八坪位（十八處角頭）鄉民輪祀，所謂十八坪位係包括：菁埔、太平嶺、大湖、樹林口、南勢埔、牛角坡、坑子外、下福、頂福、南崁頂、舊路、瑞樹坑、楓樹坑、下湖、大檜溪、坑子、大南灣、內厝。
咸豐三年（1853年）艋舺頂下郊拚時，艋舺頂郊向塔悠及林口求援，兩庄的團練壯丁至艋舺，奮力合作。頂郊為感謝兩庄恩情，將艋舺龍山寺供奉的兩座號稱「廣大靈感觀音大士」神像，分別贈給塔悠、林口兩庄，塔悠庄由許姓仕紳供奉之（後建成下塔悠金玉禪寺），而林口信眾將此神像交由龍山寺檀越會奉祀。
日治時期昭和十二年（1937年），中日戰爭爆發，日本政府官方積極推行皇民化運動，禁絕臺灣民間信仰活動，後由林口湖子地方仕紳陳隆、其弟陳添秀設法，暗中奉祀兩年多，才避免遭到日警焚毀，事後陳隆與陳添秀勸說日本官吏：「日本亦篤信佛教，觀音菩薩為佛教大菩薩，亦廣為日本人奉祀，素來護佑日本。」臺灣總督府於是勉強同意奉祀，但須興建日本風格寺廟。

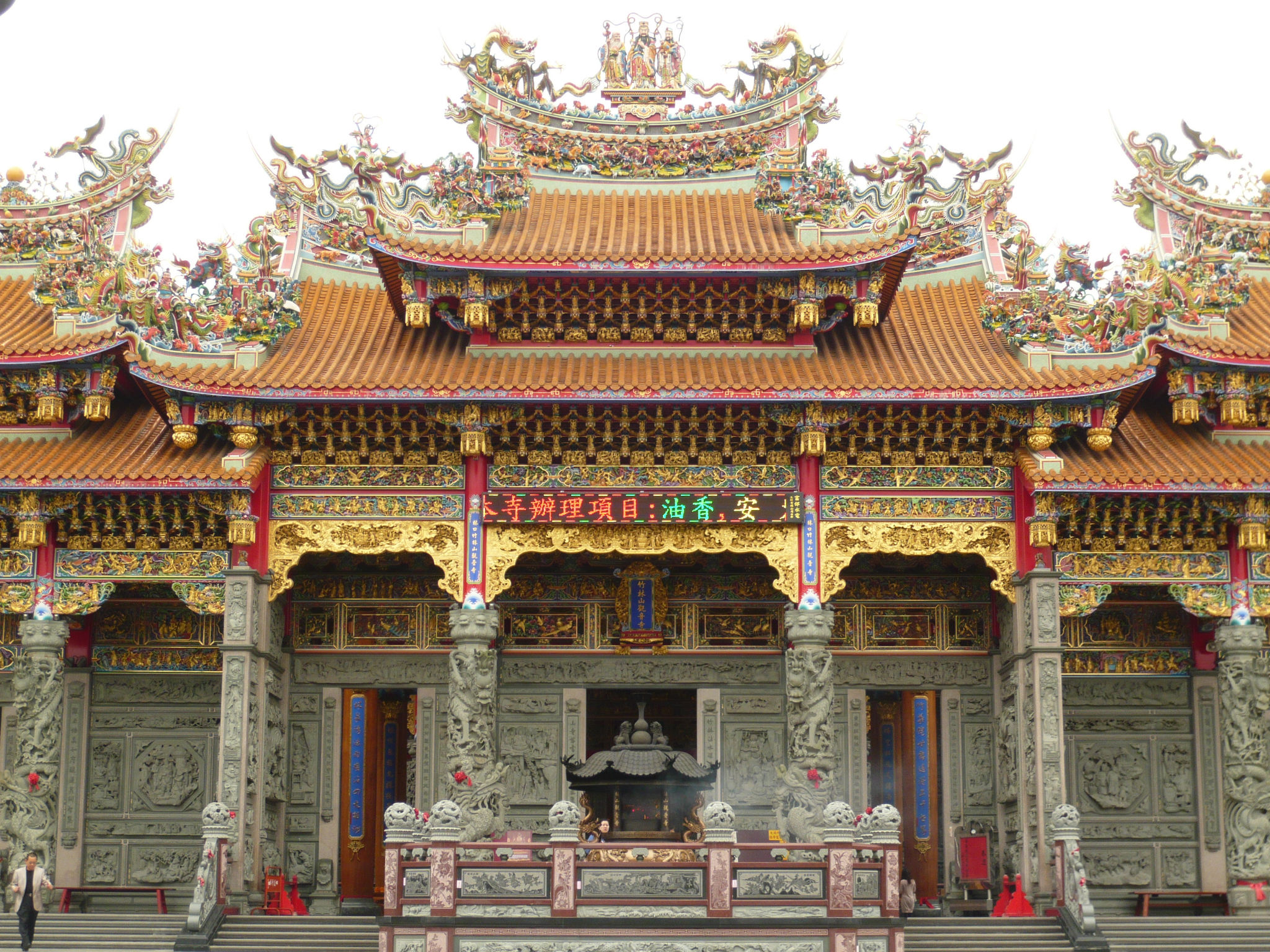
竹林山觀音寺正殿正照

###### 竹林山寺時期
昭和十三年（1938年），在總督府有條件的同意下，地方善信黃永茂先生兄弟捐獻三甲多土地，開始建廟，次年（1939年）完成一和風的寺廟，名為「林口龍山寺」。但旋即有仕紳王金生提出建言，第一是「林口」未免狹隘，不符合信仰圈；第二是「龍山寺」會與艋舺龍山寺混淆。在王金生的建議下，改以蘆竹的「竹」、林口的「林」、龜山的「山」三個字，命名為「竹林山寺」，獲得檀越們一致認同，自此更名。

廟方因時局淆紊，更出一奇計，稱「感念帝國、督憲（小林躋造）恩允」，奉祀日本皇室祖神天照大神，避免廟宇遭到官府刁難。但還是不敢貿然迎回原本的十八手觀音「大媽」安座，則重新雕刻一尊分靈觀音佛祖，安鎮寺中，即今之「二媽」，又稱「巡迴媽」。

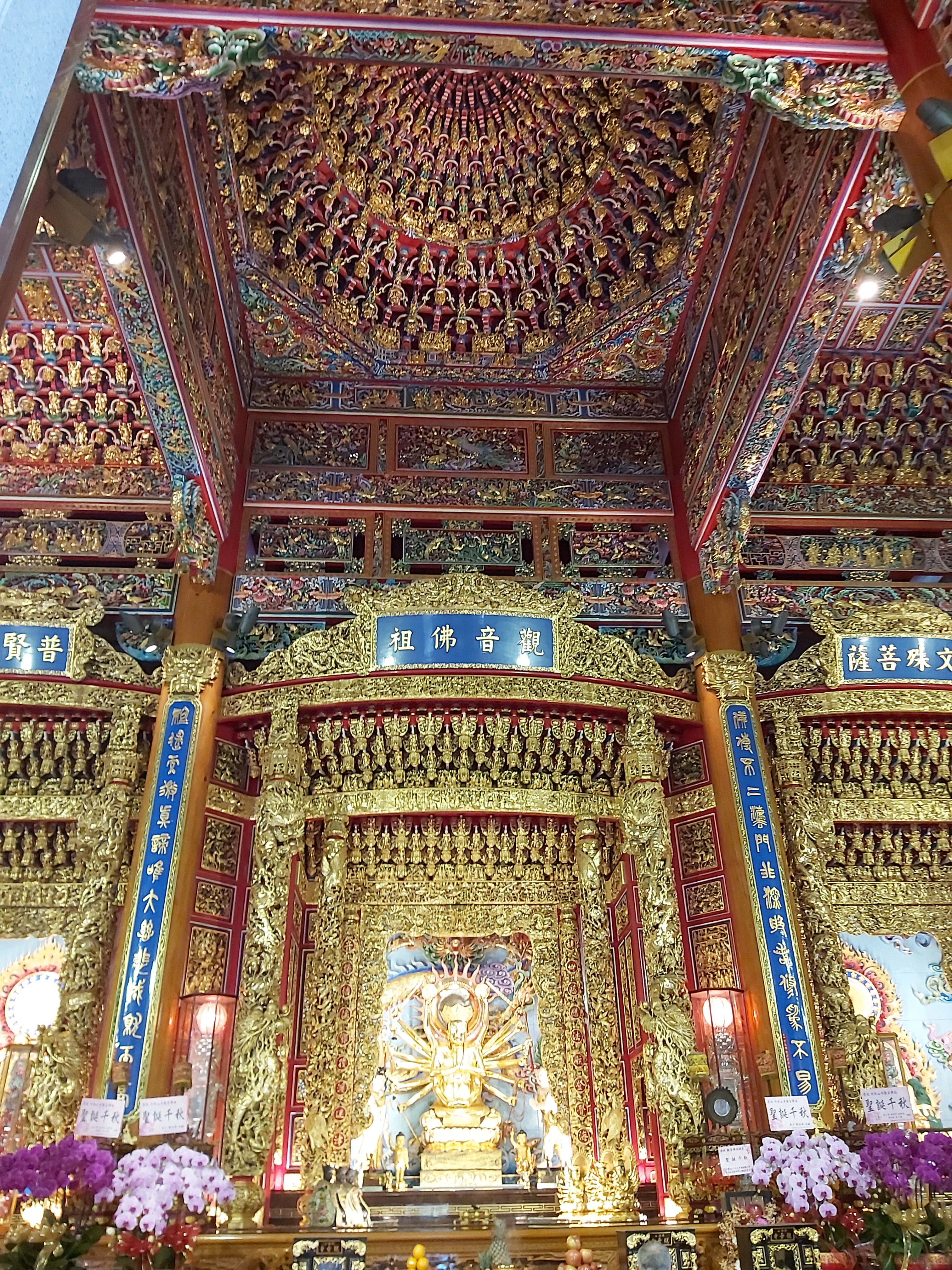
竹林山觀音寺殿內

昭和二十年（1945年），日本二戰投降，國民政府接管臺灣，信眾要求將大媽請回鎮守。
1946年，將原建築改建為閩南式建築。廟方舉辦了神道儀式，將天照大神神龕請出寺外，迎回藏匿於林口湖子的十八手觀音大媽。

###### 定名「竹林山觀音寺」
1949年，採用日本佛教知名的山號模式，如「瑞龍山南禪寺」、「金龍山淺草寺」，將竹林山定為「山號」，觀音寺定為「寺名」；全稱「竹林山觀音寺」。

## 慶典

###### 竹林山寺巡迴觀音媽過頭
隨著信眾日益增加，將原有十八坪位輪值祭祀區以及新加入之區域，重新調整為三大輪值區：直屬位、巡迴坪位、正爐坪位，共二十二個坪位，日後各地參予者眾，輪值區域增為二十四至二十六。目前為地方信仰中心，由林口、八里、桃園、南崁、龜山、大園、蘆竹、鶯歌、新莊、泰山、五股、樹林、板橋、三重、臺北、冬山等二十處地方人士輪流奉祀。 
2018年12月11日，以「竹林山寺巡迴觀音媽過頭」登錄為「新北市民俗無形文化資產」。

## 特色

###### 廟宇建築

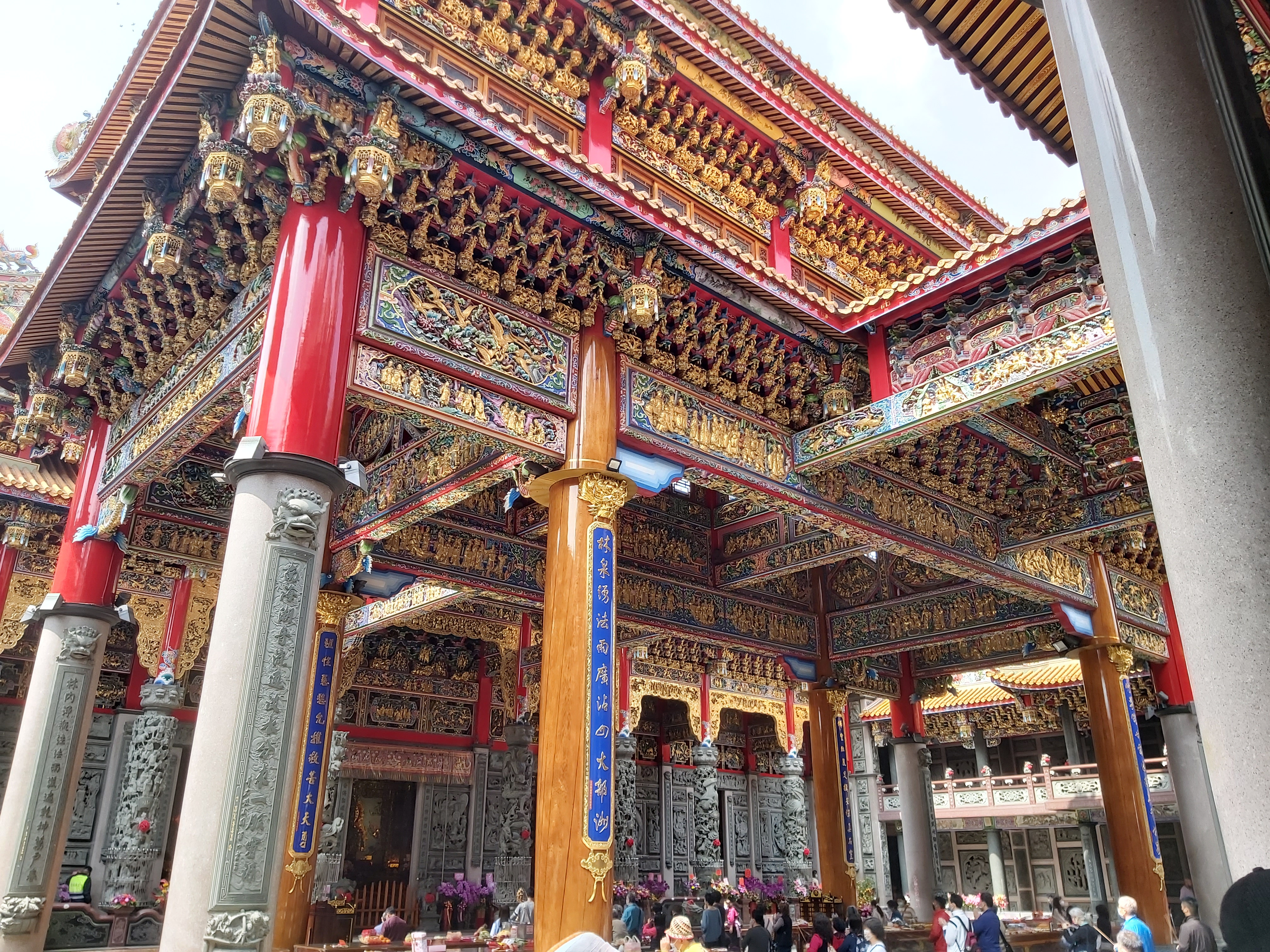
竹林山觀音寺拜亭

竹林山觀音寺1949年從日式建築改建為閩南式建築，歷經半世紀歲月，廟體建材日漸腐朽，1970年代中期（1977年），再次召開會議重新調整整併，而為現今範圍擴及北臺灣四個縣市十五個鄉鎮市的二十個坪位之規模。此時竹林山寺重修，大殿是由名匠陳己堂施作，三川殿由廖石城操刀。1990年多屆董監事研商後，因廟宇棟樑年久，原址重建。2000年九月二十八日再次重修，工程歷時十二年餘，共耗資新台幣廿億元，於2012年十二月九日重建入火安座大典後，正式重新啟用。宣揚傳統文化，教孝，教忠，後花園圍牆上，由各地信徒捐獻經費，塑造以忠、孝、節、義為題材雕像，人物鮮活生動，頗受各界人土的讚許。

###### 環保香爐
竹林山觀音寺另建全台首見的「環保香爐」，直徑126公分，重約3,500公斤，內藏暗管和抽風馬達，可將煙霧往下抽出，讓信眾燒香不再睜不開眼或淚如雨下。 

###### 賞花
本廟多植櫻花，每逢春季，櫻花盛開，充滿賞櫻人潮。

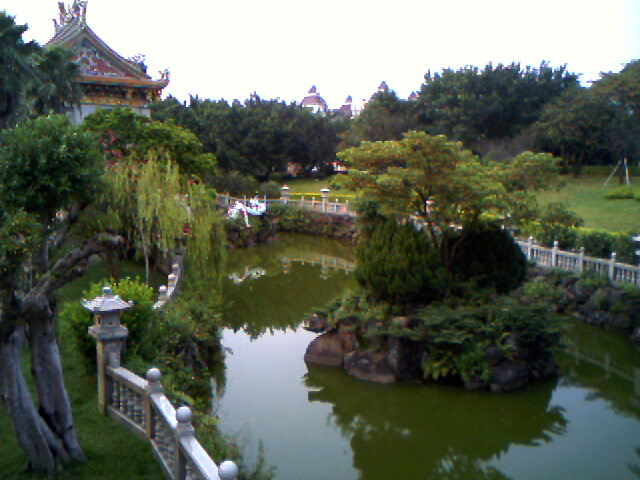
竹林山寺的庭園
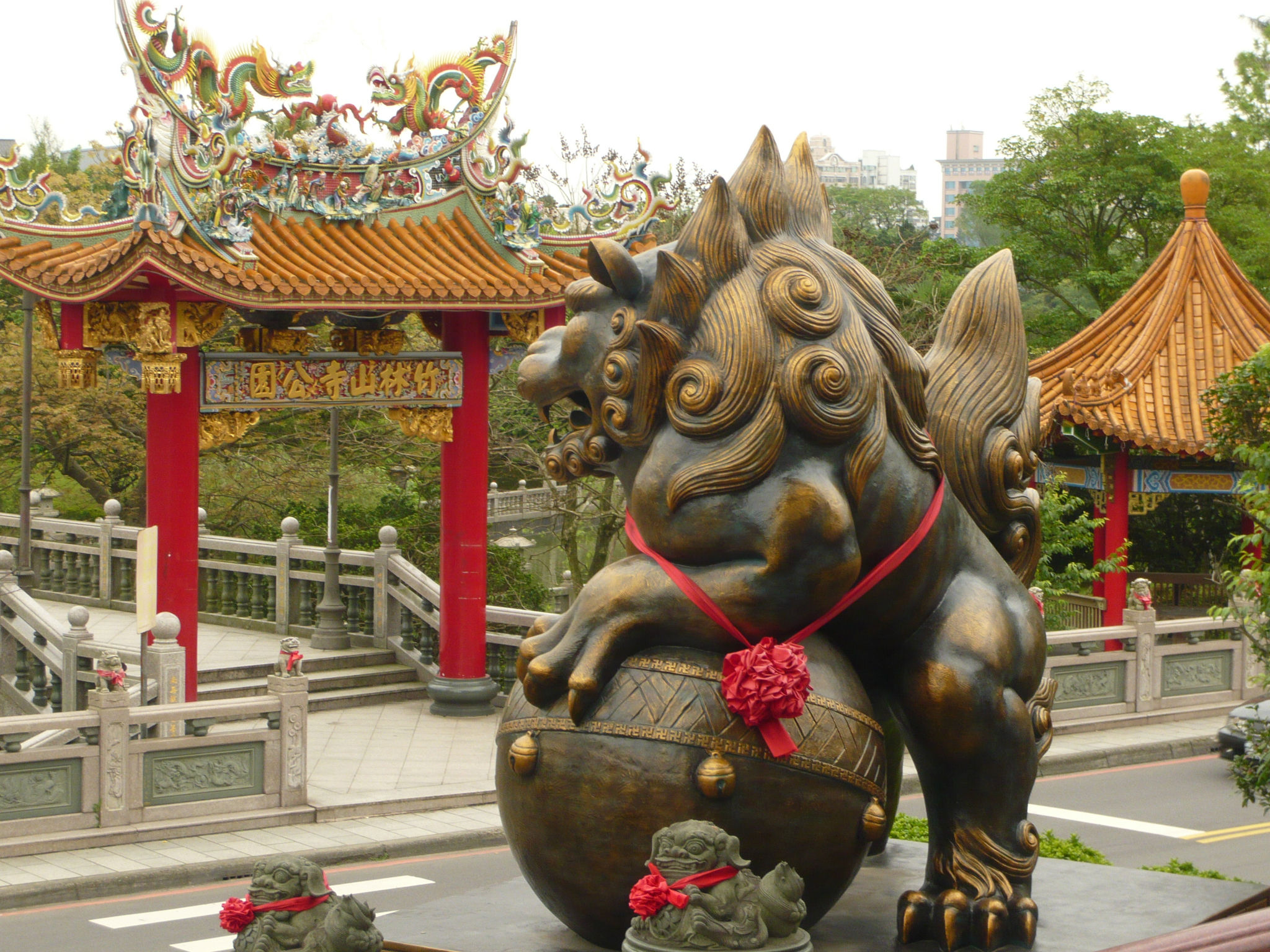
竹林山寺公園正門與竹林山觀音寺正門銅獅
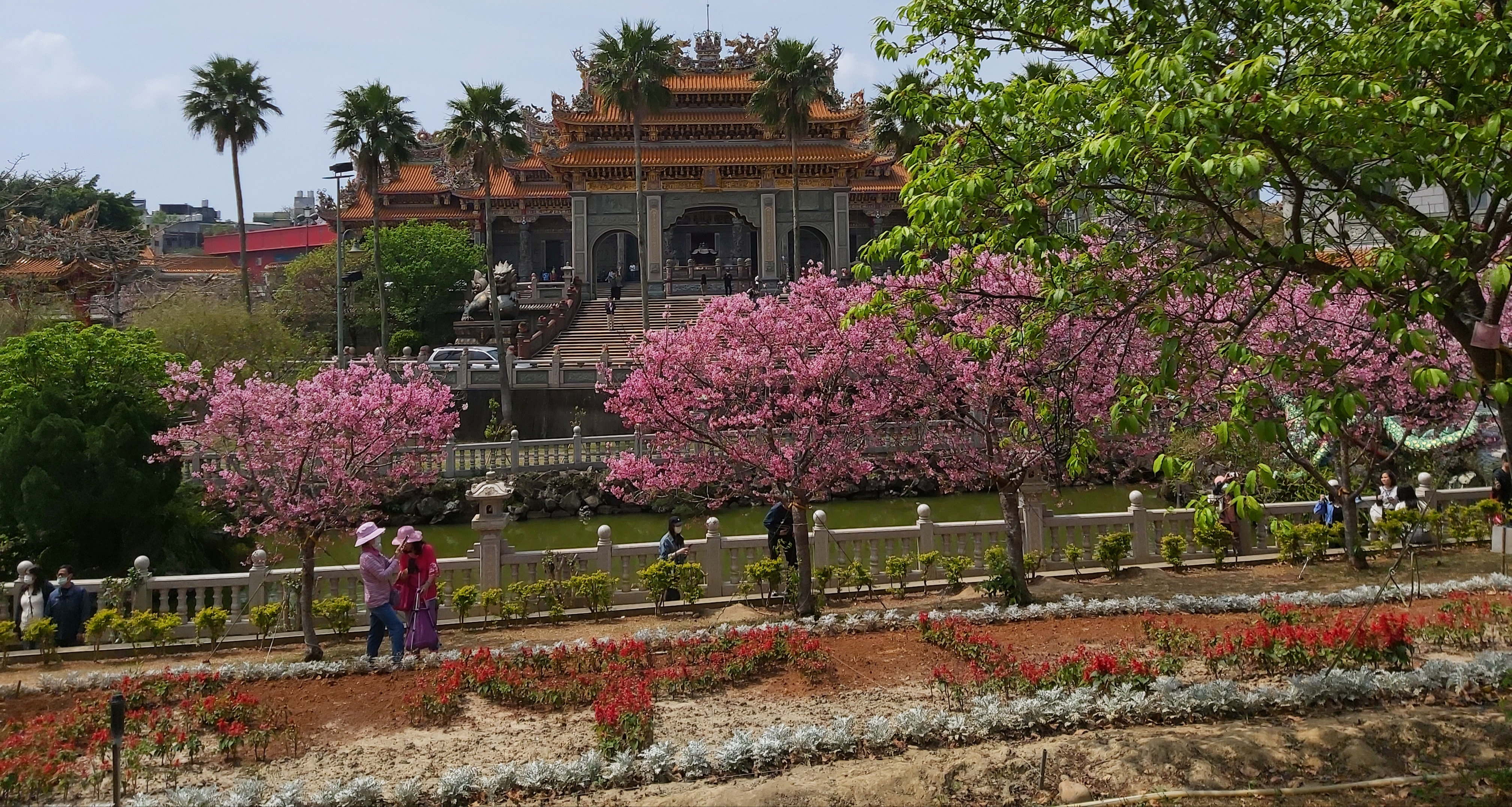
公園寺景
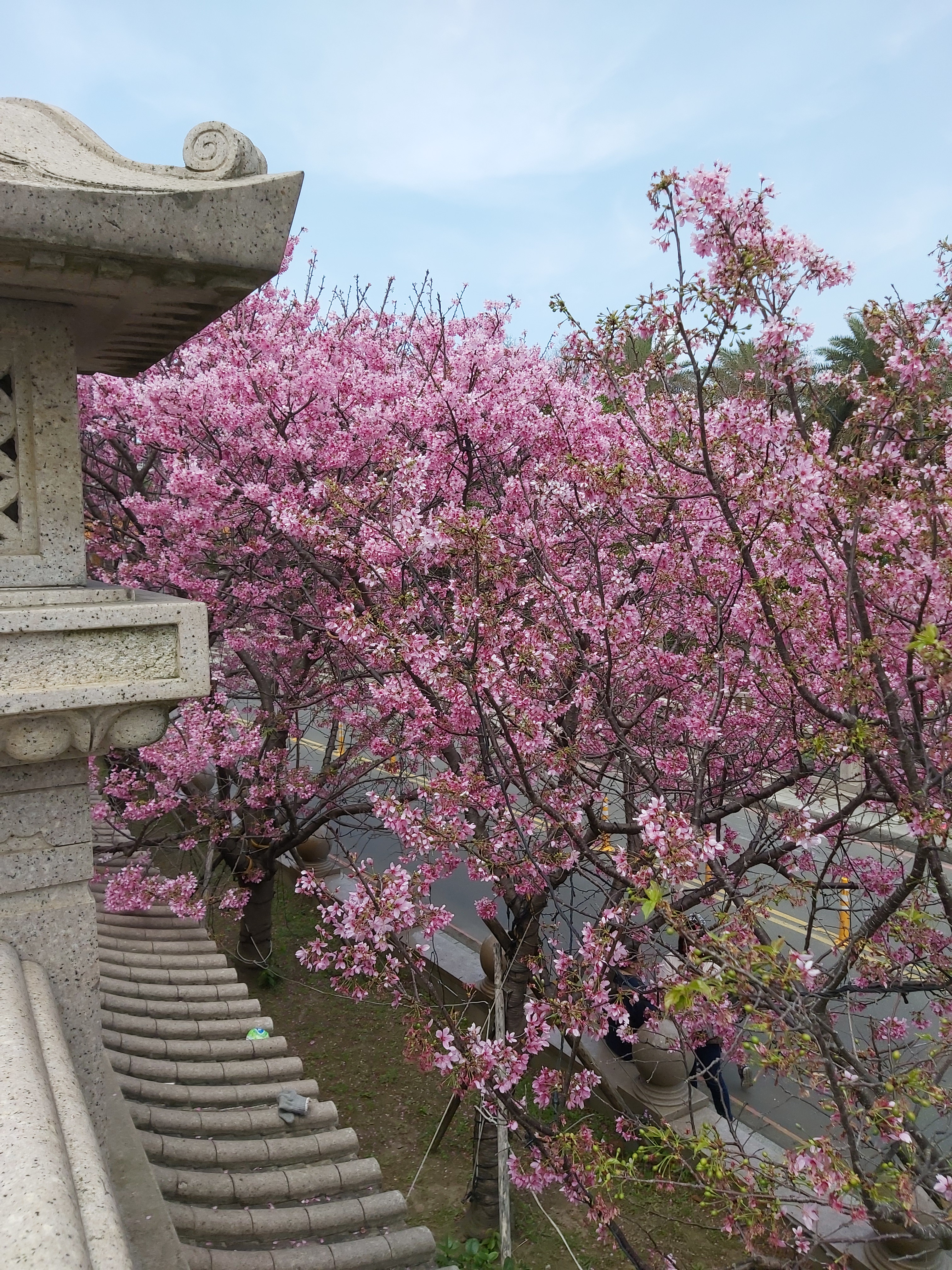
櫻花樹

## 慈善
廟方長期熱衷各種慈善活動，教育方面，獎勵清寒優秀各級學校學生，設立獎學金，每年定期頒發，受惠學生已經有好幾千名。1984年，興建圖書館，提昇本地學子讀書環境。

###### 體育活動
早期曾贊助文化大學棒球隊，隊名因而取為「竹林山」。並舉辦過全國性體育競賽，邀請國外選手參加，也興建網球場四座，免費供各界人士運動，使運動人口增加不少。為提供青年朋友戶外活動場所，寺內設置完善之露營區，免費開放。

###### 社會服務
1984年，興建鶴齡交誼中心，提供老人休閒娛樂活動；為擴大服務民眾，興建二千五百建坪的青年活動俱樂部。1985年元宵節，臺北縣（今新北市）花燈展覽就在這幢建築物舉行，遊客超過百萬人，為節慶掀起高潮。

## 異說
民間相傳，日本警察石橋金剛之所以幫助藏匿十八手觀音佛祖大媽的說法有數種，第一、與陳隆、陳添秀兄弟有交情；第二、篤信觀音菩薩。
石橋篤信觀音菩薩亦有多種說法，一是原本就篤信觀音菩薩，另有一特異之說是臺灣光復後盛傳，石橋想遵長官命令將十八手觀音佛祖大媽「火化昇天」，帶隊出警局時，跌了一跤，摔得半死，即刻住院，甚至醫師稱傷到脊椎，最嚴重的話，可能會在數日內半身不遂。直到石橋的太太得知原委，去陳隆兄弟家，向觀音菩薩燒香賠罪，石橋才逐漸康復，石橋在康復後方才篤信觀音菩薩。或者更玄奇的說法是，石橋本來身體康健，是無故患上關節炎，幾乎半身不遂，向觀音菩薩懺悔後即病癒，所以賭上烏紗帽來保護觀音菩薩。
根據竹林山觀音寺廟方第十六屆董事長黃火旺的說法，被陳隆兄弟與石橋金剛藏到了鄉下的大媽，在國民政府接收臺灣後，艋舺龍山寺曾動員尋找，但找不到大媽，以為神像已被破壞，又另刻神像祭拜。原本輪流祭祀的十八坪位善信不死心，分頭尋找，終在鄉下找到大媽本尊，黃火旺說：「竹林寺與龍山寺本來還有回鑾活動，大媽會回鑾龍山寺，但有一次龍山寺另刻一尊分身，想要調包大媽正身本尊，被我們發現後，二廟就不再往來。」據黃火旺的說法，泉安龍山寺分靈來台的神尊，大媽在竹林寺；香爐、二媽及三媽則在艋舺龍山寺。

## 董監事會
1959年登記為財團法人，首任董事長為黃永茂，後由吳水、李發、吳敬芳、陳專城、李慶堂、吳宗雄、黃火旺繼任，現任董事長為蔡煌明

## 外部連結
- 官方网站（页面存档备份，存于）
- 竹林山觀音寺的Facebook專頁
- 林口區公所 （页面存档备份，存于）
- 林口區 Linkou Dist.的Facebook專頁
- 醒吾科技大學 （页面存档备份，存于）
- 醒吾科技大學的Facebook專頁
- 新北市林口戶政事務所 （页面存档备份，存于）
- 衛生福利部疾病管制署 （页面存档备份，存于）
- 竹林山觀音寺的相關慶典紀實(武財神趙玄壇信仰文化史料文獻研究中心)
- 新北市觀光旅遊網-竹林山觀音寺 （页面存档备份，存于）